# Едгардо Масса
Едгардо Масса (ісп. Edgardo Massa; нар. 22 березня 1981) — колишній аргентинський тенісист.
Найвищу одиночну позицію світового рейтингу — 91 місце досяг 4 квітня 2005, парну — 102 місце — 8 липня 2002 року.
Завершив кар'єру 2008 року.

## Титули в одиночному розряді
| Легенда (одиночний розряд) |
| Великий шлем (0)           |
| Серія Мастерс ATP (0)      |
| Тур ATP (0)                |
| Челлендери (5)             |
| Ф'ючерси (6)               |

| Ранг | Дата              | Турнір        | Покриття | Суперник                   | Рахунок             |
| 1.   | 9 серпня 1999     | Буенос-Айрес  | Ґрунт    | Мартін Вассальйо Аргуельйо | 6–4, 7–5            |
| 2.   | 11 жовтня 1999    | Асунсьйон     | Ґрунт    | Леонардо Ольгін            | 6–3, 6–3            |
| 3.   | 26 червня 2000    | Буенос-Айрес  | Ґрунт    | Рафаель Серпа-Гінасу       | 6–2, 6–2            |
| 4.   | 16 жовтня 2000    | Асунсьйон     | Ґрунт    | Патрісіо Аркес             | 7–5, 6–1            |
| 5.   | 17 вересня 2001   | Флоріанополіс | Ґрунт    | Гастон Етліс               | 6–3, 7–5            |
| 6.   | 24 вересня 2001   | Сан-Паулу     | Ґрунт    | Мартін Вассальйо Аргуельйо | 7–6(1), 6–7(5), 6–4 |
| 7.   | 29 вересня 2003   | Сантьяго      | Ґрунт    | Карлос Берлок              | 6–3, 6–7(4), 6–2    |
| 8.   | 10 листопада 2003 | Монтевідео    | Ґрунт    | Дієго Гартфілд             | 6–3, 6–7(4), 6–2    |
| 9.   | 20 вересня 2004   | Щецин         | Ґрунт    | Давід Санчес               | 6–2, 6–2            |
| 10.  | 27 вересня 2004   | Дубровник     | Ґрунт    | Томас Беренд               | 6–3, 7–6(3)         |
| 11.  | 17 січня 2005     | Ла-Серена     | Ґрунт    | Маріано Пуерта             | 6–4, 7–6(3)         |